# Paullinia navicularis
Paullinia navicularis är en kinesträdsväxtart som beskrevs av Ludwig Radlkofer. Paullinia navicularis ingår i släktet Paullinia och familjen kinesträdsväxter. Inga underarter finns listade i Catalogue of Life.